# Madrid Open 2019
Il Madrid Open 2019, ufficialmente Mutua Madrid Open 2019 per motivi di sponsorizzazione, è un torneo di tennis disputato sulla terra rossa.
È stata la 18ª edizione ATP e l'11ª edizione WTA del Madrid Open. Faceva parte della categoria ATP World Tour Masters 1000 nell'ambito dell'ATP World Tour 2019 e dei tornei Premier Mandatory nell'ambito del WTA Tour 2019. Entrambe le competizioni, maschile e femminile, si sono tenute alla Caja Mágica di Madrid, in Spagna, dal 3 al 12 maggio 2019.

## Partecipanti ATP

### Teste di serie
| Nazione   | Giocatore             | Ranking* | Testa di serie |
| --------- | --------------------- | -------- | -------------- |
| Serbia    | Novak Đoković         | 1        | 1              |
| Spagna    | Rafael Nadal          | 2        | 2              |
| Germania  | Alexander Zverev      | 3        | 3              |
| Svizzera  | Roger Federer         | 4        | 4              |
| Austria   | Dominic Thiem         | 5        | 5              |
| Giappone  | Kei Nishikori         | 7        | 6              |
| Argentina | Juan Martín del Potro | 8        | 7              |
| Grecia    | Stefanos Tsitsipas    | 10       | 8              |
| Croazia   | Marin Čilić           | 11       | 9              |
| Italia    | Fabio Fognini         | 12       | 10             |
| Russia    | Karen Khachanov       | 13       | 11             |
| Russia    | Daniil Medvedev       | 14       | 12             |
| Croazia   | Borna Ćorić           | 15       | 13             |
| Georgia   | Nikoloz Basilašvili   | 17       | 14             |
| Francia   | Gaël Monfils          | 18       | 15             |
| Italia    | Marco Cecchinato      | 19       | 16             |

* Ranking al 29 aprile 2019.

### Altri partecipanti
I seguenti giocatori hanno ricevuto una wild card per il tabellone principale:
- Félix Auger-Aliassime
- Alejandro Davidovich Fokina
- David Ferrer
- Jaume Munar

Il seguente giocatore è entrato in tabellone con il ranking protetto:
- Jo-Wilfried Tsonga

I seguenti giocatori sono passati dalle qualificazioni:

- Hugo Dellien
- Taylor Fritz
- Pierre-Hugues Herbert
- Hubert Hurkacz
- Martin Kližan
- Reilly Opelka
- Albert Ramos Viñolas

Il seguente giocatore è entrato in tabellone come lucky loser:
- Adrian Mannarino
- Marin Čilić

### Ritiri
Prima del torneo
- Kevin Anderson → sostituito da  Jan-Lennard Struff
- John Isner → sostituito da  Andreas Seppi
- Milos Raonic → sostituito da  Radu Albot
- Jo-Wilfried Tsonga → sostituito da  Adrian Mannarino

Durante il torneo
- Reilly Opelka

## Partecipanti WTA

### Teste di serie
| Nazione     | Giocatrice           | Ranking* | Testa di serie |
| ----------- | -------------------- | -------- | -------------- |
| Giappone    | Naomi Ōsaka          | 1        | 1              |
| Rep. Ceca   | Petra Kvitová        | 2        | 2              |
| Romania     | Simona Halep         | 3        | 3              |
| Germania    | Angelique Kerber     | 4        | 4              |
| Rep. Ceca   | Karolína Plíšková    | 5        | 5              |
| Ucraina     | Elina Svitolina      | 6        | 6              |
| Paesi Bassi | Kiki Bertens         | 7        | 7              |
| Stati Uniti | Sloane Stephens      | 8        | 8              |
| Australia   | Ashleigh Barty       | 9        | 9              |
| Bielorussia | Aryna Sabalenka      | 10       | 10             |
| Danimarca   | Caroline Wozniacki   | 12       | 11             |
| Lettonia    | Anastasija Sevastova | 13       | 12             |
| Stati Uniti | Madison Keys         | 14       | 13             |
| Estonia     | Anett Kontaveit      | 15       | 14             |
| Cina        | Qiang Wang           | 16       | 15             |
| Germania    | Julia Görges         | 17       | 16             |

* Ranking al 29 aprile 2019.

### Altre partecipanti
Le seguenti giocatrici hanno ricevuto una wild card per il tabellone principale:
- Lara Arruabarrena
- Irina-Camelia Begu
- Sorana Cîrstea
- Svetlana Kuznetsova
- Sara Sorribes Tormo

Le seguenti giocatrici sono passate dalle qualificazioni:

- Margarita Gasparyan
- Polona Hercog
- Marta Kostyuk
- Kateryna Kozlova
- Kristina Mladenovic
- Kristýna Plíšková
- Anna Karolína Schmiedlová
- Vera Zvonarëva

### Ritiri
Prima del torneo
- Bianca Andreescu → sostituita da  Pauline Parmentier
- Camila Giorgi → sostituita da  Kirsten Flipkens
- Maria Sharapova → sostituita da  Alizé Cornet
- Serena Williams → sostituita da  Petra Martić
- Venus Williams → sostituita da  Daria Gavrilova

Durante il torneo
- Angelique Kerber
- Donna Vekić
- Caroline Wozniacki

## Punti
| Torneo              | V    | F   | SF  | QF  | 3T   | 2T  | 1T | Q    | Q2   | Q1   |
| Singolare maschile  | 1000 | 600 | 360 | 180 | 90   | 45  | 10 | 25   | 16   | 0    |
| Doppio maschile     | 1000 | 600 | 360 | 180 | N.D. | 90  | 0  | N.D. | N.D. | N.D. |
| Singolare femminile | 1000 | 650 | 390 | 215 | 120  | 65  | 10 | 30   | 20   | 2    |
| Doppio femminile    | 1000 | 650 | 390 | 215 | N.D. | 120 | 10 | N.D. | N.D. | N.D. |

## Montepremi
| Event               | V          | F        | SF       | QF       | 3T      | 2T      | 1T      | Q2     | Q1     |
| Singolare maschile  | €1,202,520 | €608,700 | €312,215 | €160,920 | €80,620 | €42,220 | €19,805 | €9,105 | €4,555 |
| Singolare femminile | €1,202,520 | €608,700 | €312,215 | €160,920 | €80,620 | €42,220 | €19,805 | €6,265 | €3,250 |
| Doppio maschile     | €357,540   | €174,485 | €87,460  | €44,560  | N.D.    | €23,510 | €12,580 | N.D.   | N.D.   |
| Doppio femminile    | €357,540   | €174,485 | €87,460  | €44,560  | N.D.    | €23,510 | €13,650 | N.D.   | N.D.   |

## Campioni

### Singolare maschile
Novak Đoković ha sconfitto in finale  Stefanos Tsitsipas con il punteggio di 6-3, 6-4.
- È il settantaquattresimo titolo in carriera per Đoković, secondo della stagione, terzo titolo a Madrid e trentatreesimo Master 1000.

### Singolare femminile
Kiki Bertens ha sconfitto in finale  Simona Halep con il punteggio di 6-4, 6-4.
- È il nono titolo in carriera per Bertens, secondo della stagione.

### Doppio maschile
Jean-Julien Rojer /  Horia Tecău hanno sconfitto in finale  Diego Schwartzman /  Dominic Thiem con il punteggio di 6-2, 6-3.

### Doppio femminile
Hsieh Su-wei /  Barbora Strýcová hanno sconfitto in finale  Gabriela Dabrowski /  Xu Yifan con il punteggio di 6-3, 6-1.